# Roggiano Gravina
Roggiano Gravina  ist eine italienische Stadt in der Provinz Cosenza in Kalabrien mit 6772 Einwohnern (Stand 31. Dezember 2023).

## Lage und Daten
Roggiano Gravina liegt etwa 50 km nördlich von Cosenza. Die Nachbargemeinden sind Altomonte, Malvito, San Lorenzo del Vallo, San Marco Argentano, San Sosti, Santa Caterina Albanese und Tarsia.

## Sehenswürdigkeiten
Im Ort steht eine Ruine einer Burg aus dem Mittelalter. Bei der Gemeindeverwaltung wurde ein kleines Museum eingerichtet. Es zeigt Fundstücke aus der Gegend. 